# Trochozonites usambarensis
Trochozonites usambarensis é uma espécie de gastrópode  da família Helicarionidae.
É endémica da Tanzânia.